# Alpecin-Deceuninck
L'Alpecin-Deceuninck, nota in passato come BKCP, Beobank, Corendon e Alpecin-Fenix, è una squadra maschile belga di ciclismo su strada con licenza di UCI WorldTeam.
Attiva come formazione Continental dal 2009, ha sede a Herentals, nella provincia di Anversa, ed è diretta dai fratelli Philip e Christoph Roodhooft. Nel 2019 ha assunto licenza Professional Continental; nello stesso anno ha ottenuto le prime vittorie in gare del calendario UCI World Tour, con Mathieu van der Poel alla Dwars door Vlaanderen e all'Amstel Gold Race. Nel 2020 lo stesso Van der Poel ha dato alla squadra la prima classica monumento, aggiudicandosi il Giro delle Fiandre, successo che si è ripetuto nel 2022; nel biennio 2023-2025 sempre Van der Poel ha vinto altre quattro classiche monumento, ossia la Milano-Sanremo 2023, tre Parigi-Roubaix (nel 2023, 2024 e 2025) e il Giro delle Fiandre 2024, mentre Jasper Philipsen ha fatto sua la Milano-Sanremo 2024. Dal 2023 la squadra detiene licenza di WorldTeam.
Dal 2017 al 2024 la squadra è stata attiva anche, a livello maschile e femminile, con una formazione di ciclocross con licenza di UCI Cyclo-cross Team.

## Cronistoria

### Annuario
| Anno | Codice  | Nome                                                                 | Cat. | Biciclette | Dirigenza |
| ---- | ------- | -------------------------------------------------------------------- | ---- | ---------- | --- |
| 2009 | BKP     | BKCP-Powerplus                                                       | CT   | Stevens    | Manager: Christoph Roodhooft Dir. sportivi: Christoph Roodhooft, Philip Roodhooft |
| 2010 | BKP     | BKCP-Powerplus                                                       | CT   | Stevens    | Manager: Christoph Roodhooft Dir. sportivi: Christoph Roodhooft, Philip Roodhooft |
| 2011 | BKP     | BKCP-Powerplus                                                       | CT   | Stevens    | Manager: Christoph Roodhooft Dir. sportivi: Christoph Roodhooft, Philip Roodhooft |
| 2012 | BKP     | BKCP-Powerplus                                                       | CT   | Colnago    | Manager: Christoph Roodhooft Dir. sportivi: Dirk Baert, Christoph Roodhooft, Philip Roodhooft |
| 2013 | BKP     | BKCP-Powerplus                                                       | CT   | Colnago    | Manager: Christoph Roodhooft Dir. sportivi: Dirk Baert, Christoph Roodhooft, Adrie van der Poel, Philip Roodhooft                                                                                 |
| 2014 | BKP     | BKCP-Powerplus                                                       | CT   | Colnago    | Manager: Philip Roodhooft Dir. sportivi: Christoph Roodhooft |
| 2015 | BKP     | BKCP-Powerplus (fino al 4 settembre) BKCP-Corendon (dal 5 settembre) | CT   | Stevens    | Manager: Philip Roodhooft Dir. sportivi: Christoph Roodhooft |
| 2016 | BOC     | BKCP-Corendon (fino al 19 maggio) Beobank-Corendon (dal 20 maggio)   | CT   | Stevens    | Manager: Philip Roodhooft Dir. sportivi: Christoph Roodhooft, Marc Dierickx |
| 2017 | BEC     | Beobank-Corendon                                                     | CT   | Stevens    | Manager: Philip Roodhooft Dir. sportivi: Christoph Roodhooft, Marc Dierickx, Adrie van der Poel, Bart Wellens                                                                                     |
| 2018 | COC     | Corendon-Circus                                                      | CT   | Canyon     | Manager: Philip Roodhooft Dir. sportivi: Christoph Roodhooft, Bart Wellens |
| 2019 | COC     | Corendon-Circus                                                      | PCT  | Canyon     | Manager: Philip Roodhooft Dir. sportivi: Christoph Roodhooft, Michel Cornelisse, Kristof De Kegel, Bart Wellens                                                                                   |
| 2020 | AFC     | Alpecin-Fenix                                                        | PRT  | Canyon     | Manager: Philip Roodhooft Dir. sportivi: Christoph Roodhooft, Michel Cornelisse, Kristof De Kegel, Bart Leysen                                                                                    |
| 2021 | AFC     | Alpecin-Fenix                                                        | PRT  | Canyon     | Manager: Philip Roodhooft Dir. sportivi: Christoph Roodhooft, Michel Cornelisse, Kristof De Kegel, Bart Leysen, Gianni Meersman, Frederik Willems                                                 |
| 2022 | AFC ADC | Alpecin-Fenix (fino al 29 giugno) Alpecin-Deceuninck (dal 30 giugno) | PRT  | Canyon     | Manager: Philip Roodhooft Dir. sportivi: Christoph Roodhooft, Michel Cornelisse, Kristof De Kegel, Bart Leysen, Gianni Meersman, Frederik Willems                                                 |
| 2023 | ADC     | Alpecin-Deceuninck                                                   | WT   | Canyon     | Manager: Philip Roodhooft Dir. sportivi: Christoph Roodhooft, Michel Cornelisse, Kristof De Kegel, Bart Leysen, Gianni Meersman, Preben Van Hecke, Rik Van Slycke, Frederik Willems, Kris Wouters |
| 2024 | ADC     | Alpecin-Deceuninck                                                   | WT   | Canyon     | Manager: Philip Roodhooft Dir. sportivi: Christoph Roodhooft, Luuc Bugter, Kristof De Kegel, Jens Keukeleire, Gianni Meersman, Preben Van Hecke, Rik Van Slycke, Frederik Willems, Kris Wouters   |
| 2025 | ADC     | Alpecin-Deceuninck                                                   | WT   | Canyon     | Manager: Philip Roodhooft Dir. sportivi: Christoph Roodhooft, Luuc Bugter, Kristof De Kegel, Jens Keukeleire, Gianni Meersman, Preben Van Hecke, Rik Van Slycke, Frederik Willems, Kris Wouters   |

| Stagione  | Codice | Nome               | Cat. | Biciclette | Dirigenza                                                                      |
| --------- | ------ | ------------------ | ---- | ---------- | ------------------------------------------------------------------------------ |
| 2017-2018 | BEC    | Corendon-Circus    | CRO  | Canyon     | Manager: Philip Roodhooft Dir. sportivi: Christoph Roodhooft                   |
| 2018-2019 | CCU    | Corendon-Circus    | CRO  | Canyon     | Manager: Philip Roodhooft Dir. sportivi: Christoph Roodhooft                   |
| 2019-2020 | AFC    | Alpecin-Fenix      | CRO  | Canyon     | Manager: Philip Roodhooft Dir. sportivi: Christoph Roodhooft                   |
| 2020-2021 | AFC    | Alpecin-Fenix      | CRO  | Canyon     | Manager: Philip Roodhooft Dir. sportivi: Christoph Roodhooft                   |
| 2021-2022 | AFC    | Alpecin-Fenix      | CRO  | Canyon     | Manager: Philip Roodhooft Dir. sportivi: Christoph Roodhooft, Kristof De Kegel |
| 2022-2023 | ADC    | Alpecin-Deceuninck | CRO  | Canyon     | Manager: Philip Roodhooft Dir. sportivi: Christoph Roodhooft, Kristof De Kegel |
| 2023-2024 | ADC    | Alpecin-Deceuninck | CRO  | Canyon     | Manager: Philip Roodhooft Dir. sportivi: Christoph Roodhooft                   |

### Classifiche UCI
Aggiornato al 22 ottobre 2024.
| Anno | Classifica    | Pos. | Migliore cl. individuale    |
| ---- | ------------- | ---- | --------------------------- |
| 2009 | Europe T.     | 82º  | Niels Albert (280º)         |
| 2010 | Europe T.     | 92º  | Niels Albert (600º)         |
| 2011 | Europe T.     | 91º  | Niels Albert (525º)         |
| 2012 | Europe T.     | 109º | Marcel Meisen (903º)        |
| 2013 | Europe T.     | 77º  | Philipp Walsleben (167º)    |
| 2014 | Europe T.     | 53º  | Mathieu van der Poel (46º)  |
| 2015 | Europe T.     | 91º  | Mathieu van der Poel (270º) |
| 2016 | Europe T.     | 108º | Mathieu van der Poel (794º) |
| 2017 | Europe T.     | 36º  | Mathieu van der Poel (59º)  |
| 2018 | Europe T.     | 32º  | Mathieu van der Poel (14º)  |
| 2019 | Europe T.     | 3º   | Mathieu van der Poel (11º)  |
| 2020 | World Ranking | 12º  | Mathieu van der Poel (4º)   |
| 2021 | World Ranking | 6º   | Mathieu van der Poel (7º)   |
| 2022 | World Ranking | 9º   | Mathieu van der Poel (9º)   |
| 2023 | World Ranking | 8º   | Mathieu van der Poel (7º)   |
| 2024 | World Ranking | 8º   | Jasper Philipsen (3º)       |

## Palmarès
Aggiornato al 26 luglio 2025.

### Grandi Giri
- Giro d'Italia

Partecipazioni: 5 (2021, 2022, 2023, 2024, 2025)
Vittorie di tappa: 6
2021: 1 (Tim Merlier)
2022: 3 (Mathieu van der Poel, Stefano Oldani, Dries De Bondt)
2023: 1 (Kaden Groves)
2025: 1 (Kaden Groves)
Vittorie finali: 0
Altre classifiche: 0
- Tour de France

Partecipazioni: 5 (2021, 2022, 2023, 2024, 2025)
Vittorie di tappa: 14
2021: 2 (Mathieu van der Poel, Tim Merlier)
2022: 2 (Jasper Philipsen)
2023: 4 (Jasper Philipsen)
2024: 3 (Jasper Philipsen)
2025: 3 (Jasper Philipsen, Mathieu van der Poel, Kaden Groves)
Vittorie finali: 0
Altre classifiche: 1
2023: Punti (Jasper Philipsen)
- Vuelta a España

Partecipazioni: 4 (2021, 2022, 2023, 2024)
Vittorie di tappa: 9
2021: 2 (Jasper Philipsen)
2022: 2 (Jay Vine)
2023: 3 (Kaden Groves)
2024: 3 (Kaden Groves)
Vittorie finali: 0
Altre classifiche: 2
2023: Punti (Kaden Groves)
2024: Punti (Kaden Groves)

### Classiche monumento
- Milano-Sanremo: 3

2023, 2025 (Mathieu van der Poel); 2024 (Jasper Philipsen)
- Giro delle Fiandre: 3

2020, 2022, 2024 (Mathieu van der Poel)
- Parigi-Roubaix: 3

2023, 2024, 2025 (Mathieu van der Poel)

### Campionati nazionali
Strada
- Campionati belgi: 1

In linea: 2019 (Tim Merlier); 2020 (Dries De Bondt)
- Campionati olandesi: 2

In linea: 2018, 2020 (Mathieu van der Poel)
- Campionati tedeschi: 1

In linea: 2020 (Marcel Meisen)
- Campionati svizzeri: 1

In linea: 2021 (Silvan Dillier)
Ciclocross
- Campionati belgi: 3

Elite: 2011 (Niels Albert)
Under-23: 2010 (Jim Aernouts); 2012 (Wietse Bosmans)
- Campionati cechi: 1

Elite: 2015 (Adam Ťoupalík)
- Campionati olandesi: 8

Elite: 2015, 2016, 2017, 2018, 2019, 2020 (Mathieu van der Poel)
Under-23: 2013 (David van der Poel); 2014 (Mathieu van der Poel)
- Campionati tedeschi: 8

Elite: 2009, 2010, 2011, 2013, 2014, 2016 (Philipp Walsleben); 2019, 2020 (Marcel Meisen)

## Organico 2025 (strada)
Aggiornato al 1° agosto 2025.

### Staff tecnico
|  | Naz.                   | Ruolo | Sportivo            |  |  |  |
|  | ---------------------- | ----- | ------------------- |  |  |  |
|  | Belgio (bandiera)      | GM    | Philip Roodhooft    |  |  |  |
|  | Belgio (bandiera)      | DS    | Christoph Roodhooft |  |  |  |
|  | Paesi Bassi (bandiera) | DS    | Luuc Bugter         |  |  |  |
|  | Belgio (bandiera)      | DS    | Kristof De Kegel    |  |  |  |
|  | Belgio (bandiera)      | DS    | Jens Keukeleire     |  |  |  |
|  | Belgio (bandiera)      | DS    | Gianni Meersman     |  |  |  |
|  | Belgio (bandiera)      | DS    | Preben Van Hecke    |  |  |  |
|  | Belgio (bandiera)      | DS    | Rik Van Slycke      |  |  |  |
|  | Belgio (bandiera)      | DS    | Frederik Willems    |  |  |  |
|  | Belgio (bandiera)      | DS    | Kris Wouters        |  |  |  |

### Rosa
|  | Naz.                     |  | Sportivo              | Anno |  |  |
|  | ------------------------ |  | --------------------- | ---- |  |  |
|  | Austria (bandiera)       |  | Tobias Bayer          | 1999 |  |  |
|  | Paesi Bassi (bandiera)   |  | Lars Boven            | 2001 |  |  |
|  | Belgio (bandiera)        |  | Ramses Debruyne       | 2002 |  |  |
|  | Belgio (bandiera)        |  | Simon Dehairs         | 2001 |  |  |
|  | Paesi Bassi (bandiera)   |  | Tibor Del Grosso      | 2003 |  |  |
|  | Svizzera (bandiera)      |  | Silvan Dillier        | 1990 |  |  |
|  | Nuova Zelanda (bandiera) |  | Samuel Gaze           | 1995 |  |  |
|  | Belgio (bandiera)        |  | Robbe Ghys            | 1997 |  |  |
|  | Slovenia (bandiera)      |  | Gal Glivar            | 2002 |  |  |
|  | Austria (bandiera)       |  | Michael Gogl          | 1993 |  |  |
|  | Belgio (bandiera)        |  | Simon Goossens        | 1999 |  |  |
|  | Australia (bandiera)     |  | Kaden Groves          | 1998 |  |  |
|  | Belgio (bandiera)        |  | Quinten Hermans       | 1995 |  |  |
|  | Germania (bandiera)      |  | Juri Hollmann         | 1999 |  |  |
|  | Belgio (bandiera)        |  | Jimmy Janssens        | 1989 |  |  |
|  | Belgio (bandiera)        |  | Timo Kielich          | 1999 |  |  |
|  | Belgio (bandiera)        |  | Xandro Meurisse       | 1992 |  |  |
|  | Belgio (bandiera)        |  | Jasper Philipsen      | 1998 |  |  |
|  | Belgio (bandiera)        |  | Edward Planckaert     | 1992 |  |  |
|  | Australia (bandiera)     |  | Jensen Plowright      | 2000 |  |  |
|  | Paesi Bassi (bandiera)   |  | Mathieu van der Poel  | 1995 |  |  |
|  | Danimarca (bandiera)     |  | Johan Price-Pejtersen | 1999 |  |  |
|  | Belgio (bandiera)        |  | Jonas Rickaert        | 1994 |  |  |
|  | Paesi Bassi (bandiera)   |  | Oscar Riesebeek       | 1992 |  |  |
|  | Germania (bandiera)      |  | Henri Uhlig           | 2001 |  |  |
|  | Belgio (bandiera)        |  | Fabio Van Den Bossche | 2000 |  |  |
|  | Belgio (bandiera)        |  | Stan Van Tricht       | 1999 |  |  |
|  | Italia (bandiera)        |  | Luca Vergallito       | 1997 |  |  |
|  | Belgio (bandiera)        |  | Gianni Vermeersch     | 1992 |  |  |
|  | Belgio (bandiera)        |  | Emiel Verstrynge      | 2002 |  |  |

## Organico 2023-2024 (ciclocross)
Aggiornato al 4 febbraio 2024.

### Staff tecnico
|  | Naz.              | Ruolo | Sportivo            |  |  |  |
|  | ----------------- | ----- | ------------------- |  |  |  |
|  | Belgio (bandiera) | GM    | Philip Roodhooft    |  |  |  |
|  | Belgio (bandiera) | DS    | Christoph Roodhooft |  |  |  |

### Rosa
|  | Naz.                   | Ruolo    | Sportivo                   | Anno |  |  |
|  | ---------------------- | -------- | -------------------------- | ---- |  |  |
|  | Paesi Bassi (bandiera) | D. Elite | Ceylin del Carmen Alvarado | 1998 |  |  |
|  | Belgio (bandiera)      | U. U23   | Tibor Del Grosso           | 2003 |  |  |
|  | Belgio (bandiera)      | U. Elite | Quinten Hermans            | 1995 |  |  |
|  | Belgio (bandiera)      | U. U23   | Jente Michels              | 2003 |  |  |
|  | Paesi Bassi (bandiera) | U. Elite | Mathieu van der Poel       | 1995 |  |  |
|  | Belgio (bandiera)      | U. Elite | Niels Vandeputte           | 2000 |  |  |
|  | Belgio (bandiera)      | U. Elite | Gianni Vermeersch          | 1992 |  |  |